# Marcus Acilius Caninus
Marcus Acilius Caninus, oder Manius Acilius Caninus und Marcus Acilius Canianus, ein Spross der gens Acilia, war 48 v. Chr. Legat Caesars im Bürgerkrieg. Caesar zeigte sich erkenntlich, indem er Caninus nach seiner Prätur im Jahre 47 v. Chr. in den Jahren 46 und 45 v. Chr. zum Prokonsul von Sizilien ernannte. Im Zuge der Vorbereitung eines Feldzugs gegen die Parther wurde Caninus von Caesar mit einer Armee nach Makedonien entsandt, wo er sich nach dessen Ermordung aufhielt. Sein weiteres Schicksal ist ungewiss.